# بيتر ياكوب هيلم
بيتر ياكوب هيلم (بالسويدية: Peter Jacob Hjelm) هو كيميائي سويدي عاش بين القرنين الثامن عشر والتاسع عشر في الفترة بين سنتي 1746 و1813.
يشتهر هيلم يأنه كان أول من تمكن من عزل عنصر الموليبدنوم في سنة 1781، وذلك بعد أربع سنوات من اكتشاف العنصر على يد العالم كارل فلهلم شيله. تمكن هيلم من عزل هذا العنصر أثناء عمله على حمض الموليبديك؛ إذ قام باختزال أكسيد الموليبدنوم السداسي باستخدام الكربون (الفحم) في جو خال من غاز الأكسجين؛ وقام بنشر أبحاثه في سنة 1790.